# 狂暴50度

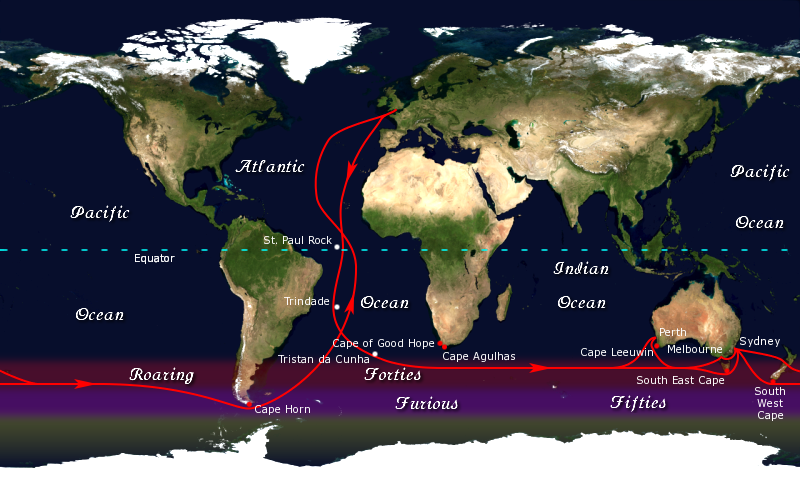
由欧洲出发，经澳洲及新西兰后回到欧洲的高速帆船航路

狂暴50度（英語：Furious Fifties）是水手對於南緯50度到60度之間海域的俗稱。在南極海航行的船在這個緯度範圍內會遇見比咆嘯40度更強的風暴與大浪，讓船隻產生強烈的搖晃。